# Даймё

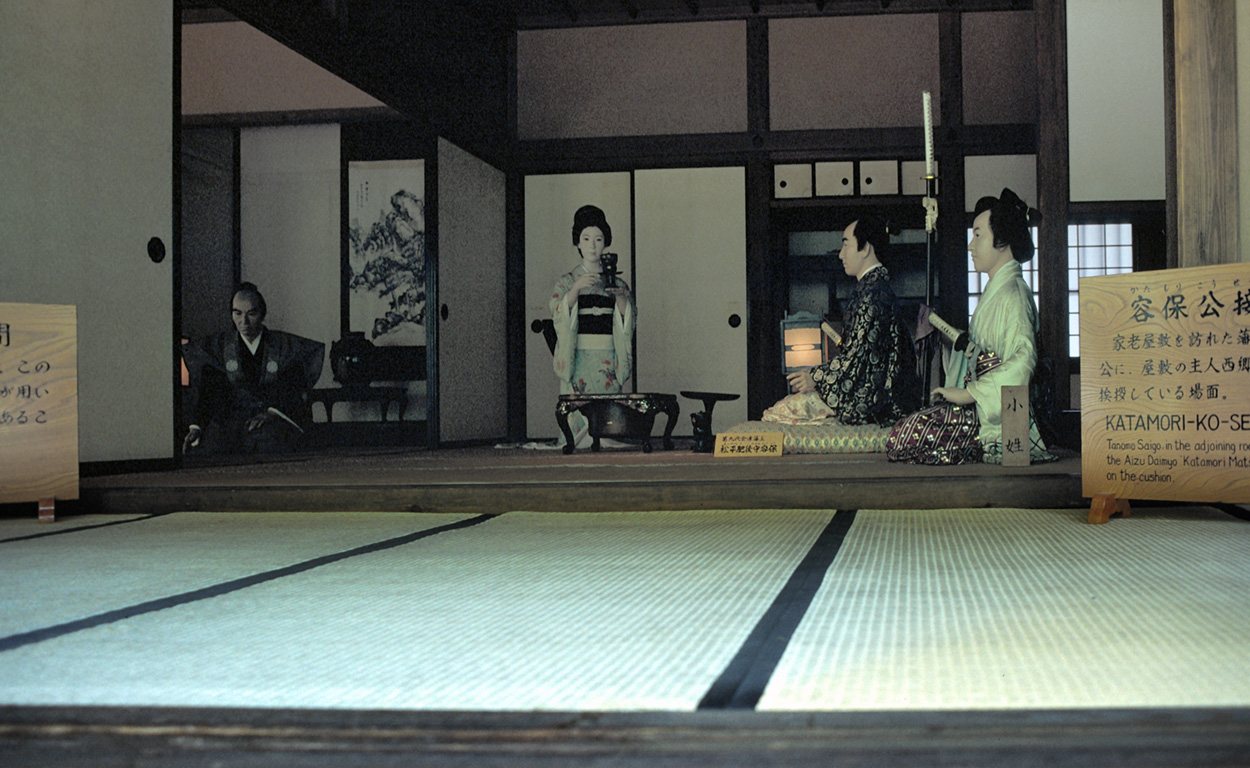
Манекены в доме самураев в Айдзувакамацу. Изображают визит даймё Мацудайры Катамори в резиденцию своего советника

Даймё (яп. 大名, даймё:, букв. «большое имя») — крупнейшие военные феодалы средневековой Японии. Если считать, что класс самураев был элитой японского общества X—XIX веков, то даймё — элита среди самураев.
В переводе это понятие значит «великое имя», возникло оно одновременно с появлением устойчивой военной прослойки — буси в IX—XI веках.

## Первые даймё
Первоначально даймё не зависели от центрального правительства, но с течением времени наиболее решительные и предприимчивые из них воспользовались имевшимися возможностями и расширили свои земли за счёт владений соседей и вытесняя на север туземцев — эбису. Именно тогда они возглавили поначалу небольшие, но всецело преданные им частные армии самураев.
Укрепляя свою власть и одновременно власть всего воинского сословия, богатейшие даймё в результате длительных междоусобных войн достигли самого высокого официального положения с установлением правления сёгуната Камакура (1185—1333). Но ещё до этого будущий сёгун Минамото-но Ёритомо назначил из числа даймё первых военных губернаторов — сюго и земельных администраторов — дзито.
Даймё таким образом получили новые легальные возможности для своего усиления путём законного получения определённой части налогов и разделения завоёванных земель. Последовавшее затем относительное спокойствие в стране, вызванное установлением власти сёгуната, привело к стабилизации в период Муромати (1333—1568) числа даймё. Число их вассалов и размеры доходов быстро росли. Часто сюго назначался один на несколько провинций, в которых он имел свои поместья. Его права по сбору налогов были достаточно широки (как и сёгун, даймё до 20 % собранного риса могли оставить себе), что давало им возможность значительно увеличить свои капиталы.
В это время окончательно сложились и весьма усилились богатые военные дома Хосокава, Уэсуги, Такэда, Ямана, Симадзу и некоторые другие.

## Сэнгоку-даймё
В то же время противоречия, вызванные усилением мощи провинциальных военных лидеров и ослаблением централизованного правления сёгуна, должны были неминуемо привести страну к войне. Междоусобица годов Онин (1467—1477) ввергла страну в хаос. Стабильное положение даймё было нарушено, и на смену проигравшим поднялись молодые богатые семьи.
Новые кланы военных феодалов получили название сэнгоку-даймё (яп. 戦国大名, «даймё эпохи гражданской войны»). Они активно и энергично вели военные действия против своих соседей, иногда более богатых и могущественных, но недостаточно честолюбивых, и добивались успеха. По всей стране росли мощные замки — цитадели новых властителей Японии. Строились призамковые города, каждая провинция грозила стать маленьким государством. Наряду с сохранившими свой статус родами Уэсуги, Симадзу, Такэда в списках богатейших военных домов появились фамилии Имагава, Адзаи, Мори, Хонда и др. Одним из самых богатых был дом Токугава. Продолжающиеся войны между этими семьями привели к битве при Сэкигахаре в 1600 году и к установлению затем на два с половиной столетия безраздельной власти в стране сёгуната Токугава.

## Даймё в период Эдо

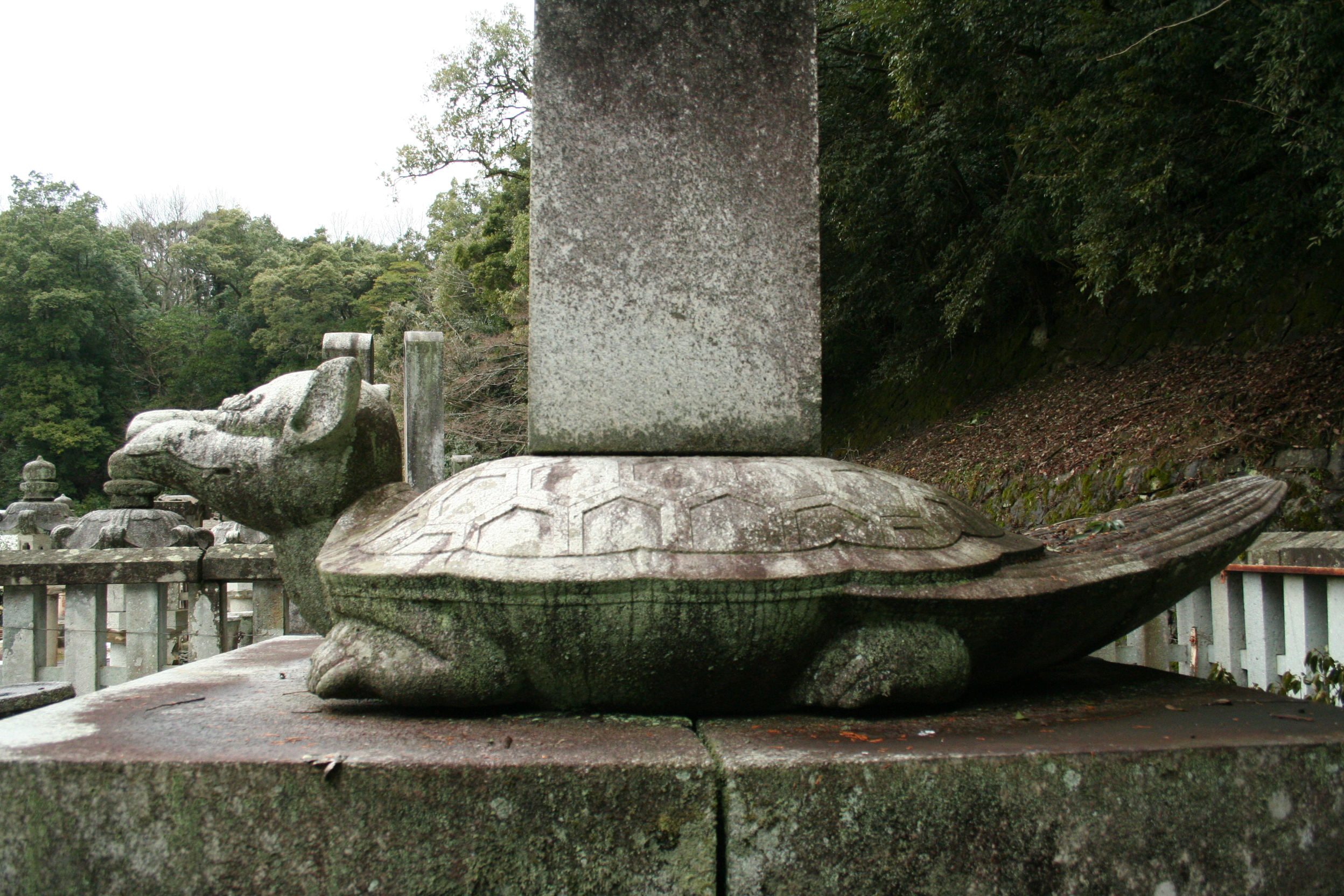
Мемориальная черепаха Ёситака, Икэда (1834—1850), даймё из Тоттори

С приходом к власти правительства Токугава все даймё попали в прямую и очень жёсткую зависимость к сёгуну, которому они обязаны были платить налоги, выделять значительное количество людей для выполнения различных работ. К тому же и правление в их собственных владениях теперь находилось под неусыпным контролем администрации Токугава. Статус даймё был жёстко закреплён: право на этот титул имели лишь те феодалы, чей годовой доход превышал 10 тыс. коку риса. (Доходы, налоги и потенциальная мощь феодальных кланов в средневековой Японии традиционно измерялись в этой единице. Считалось, что этого количества достаточно, чтобы прокормить одного самурая в течение года.)
Из 250—270 даймё сёгуната Токугава (список которых периодически публиковался — с подробнейшими данными об их родословной, о размерах наделов и количестве вассалов) самыми богатыми были феодалы провинции Кага на северном побережье с доходом 1,3 млн коку, древнейший клан Симадзу на Кюсю получал около 730 тыс. коку. Причём последнее имущественное разделение среди даймё провёл сам первый сёгун династии — Токугава Иэясу, который разорил своих врагов, а полученные в результате доходы разделил так, чтобы не дать возможности наиболее мощным семьям даймё усилиться до такой степени, при которой они могли бы представлять угрозу для его режима.
С этой же целью — недопущения сговора и создания антиправительственных союзов — Токугава принял дополнительные меры безопасности, одна из которых удивительна по своим масштабам и неординарности. В отличие от европейцев, у которых практика захвата заложников хотя и всегда имела место, но официально осуждалась, для самураев это не было чем-то необычным. Но Иэясу возвёл заложничество в ранг правительственной политики по отношению к даймё. Как результат, в соответствии с известным обычаем «санкин котай» даймё были обязаны проводить каждый второй год при дворе сёгуна.
Следующий год даймё мог жить и в своём замке, но, как правило, оставив «в гостях» у сёгуна членов своей семьи. В результате все даймё, большинство из которых владели провинциями, расположенными достаточно далеко от столицы, вынуждены были пребывать в непрестанном движении. Помимо того, что это было очень неудобно для феодалов и удобно для сёгуна, у военного правительства появлялась дополнительная возможность с помощью расположенных по всей стране дорожных застав контролировать передвижения даймё и его свиты. Сёгунатом были тщательно разработаны обязательные для даймё рекомендации по соблюдению количества «гостей». Так, например, при Токугаве Ёсимунэ (1716—1745) даймё с доходом от 200 тыс. коку вели с собой 120—130 самураев и 250—300 слуг. Те же, чей доход был ограничен 100 тыс. коку, могли привести в столицу соответственно 80 и 140 человек. Процессия обставлялась с исключительной роскошью и помпезностью и напоминала военный парад. Такой церемониальный выезд даймё напоминал их подданным о могуществе и богатстве хозяев, но в корне подрывал финансовое благополучие самих хозяев. Обычай «санкин котай» сохранился до самой реставрации Мэйдзи и уже в 1861 году стал причиной военного конфликта Японии с Великобританией, когда неопытные англичане не распростёрлись ниц перед кортежем владетельного даймё и немедленно были зарублены бдительными самураями.

## Даймё после Реставрации Мэйдзи
Верхушка военного сословия — даймё — сохраняла свою мощь, как и всё самурайство, до начала XIX века. Затем экономическая отсталость военно-феодального государства становилась всё более очевидной, и неизбежное стремление к прогрессу привело даймё к краху вместе с классом, к которому они принадлежали. После незавершённой революции 1867—1868 года даймё в 1869—1871 годах были лишены своих земель, но получили большую денежную компенсацию. Об их некогда почти неограниченной власти, огромном богатстве и военной мощи напоминают ныне лишь разбросанные по всей стране величественные замки, некогда принадлежавшие этой опоре государства.